# Plectroctena minor
Plectroctena minor är en myrart som beskrevs av Carlo Emery 1892. Plectroctena minor ingår i släktet Plectroctena och familjen myror. Inga underarter finns listade i Catalogue of Life.

## Bildgalleri

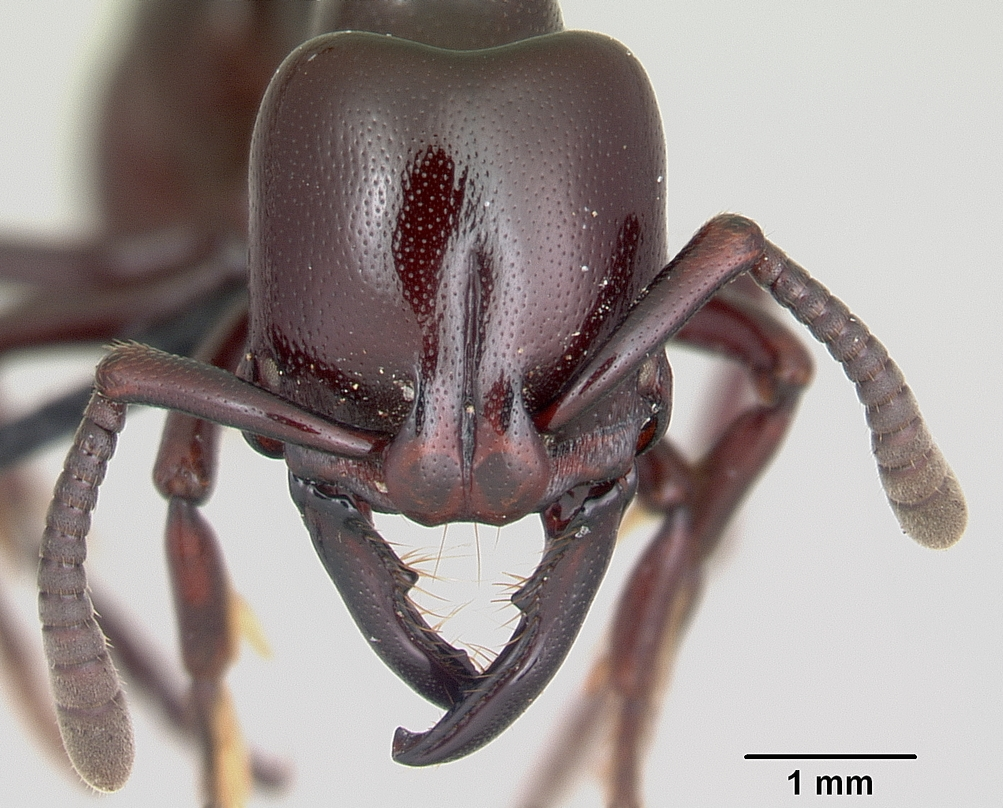